# Fukuchi Gen'ichirō
Pour les articles homonymes, voir Fukuchi (homonymie).
Fukuchi Gen'ichirō est un nom japonais traditionnel ; le nom de famille (ou le nom d'école), Fukuchi, précède donc le prénom (ou le nom d'artiste).
Fukuchi Gen'ichirō (福地 源一郎, 13 mai 1841 - 4 janvier 1906) est un critique et écrivain japonais, aussi connu sous le pseudonyme Fukuchi Ōchi (福地 桜痴).

## Biographie
Fukuchi est né à Nagasaki. Il fit partie de la mission Iwakura puis il travailla en Europe en tant que traducteur, et devint en 1874 l'un des principaux écrivains du journal Tokyo Nichi Nichi Shimbun. En 1882, il fonda le parti constitutionnel du régime impérial.